# Старі Маяки
Старі Мая́ки — село в Україні, в Березівському районі Одеської області. Адміністративний центр Старомаяківської сільської громади. Населення становить 775 осіб.

## Населення
Згідно з переписом УРСР 1989 року чисельність наявного населення села становила 687 осіб, з яких 307 чоловіків та 380 жінок.
За переписом населення України 2001 року в селі мешкали 774 особи.

### Мовний склад
Рідна мова населення за даними перепису 2001 року:
| Мова       | Чисельність, осіб | Доля     |
| ---------- | ----------------- | -------- |
| Українська | 734               | 94,71 %  |
| Російська  | 21                | 2,71 %   |
| Молдовська | 15                | 1,94 %   |
| Інше       | 5                 | 0,64 %   |
| Разом      | 775               | 100,00 % |